# 达成铁路
达成铁路是中国一条连接四川省内达州市和成都市的铁路，为国家Ⅰ级铁路干线，东起达州市三汇镇站，西至成都市八里站，经营山、南充、蓬溪、遂宁、金堂等11个县市，跨越长江重要支流渠江、嘉陵江、涪江、沱江，全长353公里。达成铁路1992年6月开工，1997年11月全线通车。达成铁路已经完成扩能改造工程，三汇镇至遂宁为双线电气化，遂宁至成都段为单线电气化。该铁路由成都铁路局管辖。

## 歷史
- 1992年6月：此線開工。
- 1997年11月：此線通車。
- 2005年5月：擴能改造工程動工。
- 2005年4月23日：遂寧至成都段鋪軌完成。
- 2006年4月1日：遂寧至成都段開通複線。
- 2009年6月30日：達州至遂寧段擴能改造工程正式運營。
- 2009年7月7日：全線正式複線化路段通車。
- 2010年9月20日：CRH1列車從達州站開往成都。
- 2020年2月15日开始，达成线三汇镇至遂宁区间开始进行设备病害集中修[1]，同时因遂成铁路云顶隧道开始大修，遂成区间普速客运列车（包括CR200J动集）均改线至达成线成都北至遂宁区间单线路段运行。

## 改造工程
达成铁路扩能改造工程于2005年5月动工，工期为3年零6个月，分为两段实施：

### 遂宁至成都段
由于此段是沪汉蓉快速客运通道的共线部分，采用三线格局。新建双线電氣化鐵路速度目标值为250公里/小时，以客运为主，设计近期开行客车74对，远期130对；既有线进行电气化改造，以货运为主，上行货流密度设计近期1240万吨，远期1880万吨；下行货流密度设计近期1390万吨，远期1980万吨。遂宁至成都段132.155公里既有线电气化改造工程（自遂宁站起，经遂宁西、大英、苍山、梓潼、积金、隆盛、淮口、金堂等8个站，至城厢达州端止），在2005年年底与遂渝铁路同步建成。新建双线已经被铁道部门重新命名为遂成线，因此达成线遂成段仍为单线铁路。

### 达州、三汇至遂宁段
此段是沪汉蓉铁路北通道的组成部分，也是川渝地区和华北、华东地区客货交流的重要通道。扩能改造工程新建双线（188.65公里），既有线废弃，速度目标值200公里／小时。设计近期开行客车33对，远期38对；上行货流密度设计近期740万吨，远期970万吨；下行货流密度设计近期870万吨，远期1330万吨。三汇镇至遂宁段的改造工程已在2009年6月30日建成投产运营。
2009年7月7日，达成铁路扩能改造工程全面完成，达成铁路复线全线通车。

### 达成复线首列“和谐号”动车组开行
2010年9月20日7时56分，“和谐号”动车组（CRH1A，隶属成都铁路局）在达州火车站正式开行，标志着川东北地区正式跨入高铁时代。达州市也是四川省第一个始发开行“和谐号”动车组的二级城市。 
达州至成都“和谐号”动车组，最高时速200公里，全程运行时间最短2小时20分，进一步缩短了达州、成都两地的时空距离，达州至成都间将从此进入2小时交通圈。目前，达州至成都间每日对开5趟“和谐号”动车组，每日总运送能力3680人。

## 重大事故
- 2001年7月13日晚上8时53分，达成铁路有限责任公司南充东机务段的东风4DF型0352号机车，牵引29008次货物列车（编组55辆、总重3,281吨）从南充东站始发开往达县。晚上10时14分，当列车行驶至达成铁路营山至小桥间，由于机后第11节平车装载的石油钻井设备操作平台未有进行适当加固便被装车，捆绑左侧输入传动箱的铁线受拉伸作用而断裂，致使传动箱摇臂向右转动倾倒并且超出车辆边缘1,800毫米，在21.479公里距离内连续击倒数十名在铁路沿线行走的村民，并破坏多处信号机和电缆等铁路设施。晚上10时35分，列车通过八庙站时才被车站值班员发现异常情况并立即通知司机停车。“7·13”重大路外伤亡事故导致22人死亡、16人受伤[3]。

- 2008年6月8日凌晨2时44分，达成铁路有限责任公司南充机辆段的东风4B型3621号机车，附挂南充机辆段的东风4DF型4034号机车（无火回送），牵引40074次货运列车经由达成铁路运行。当列车运行至成都市金堂县赵镇悦来渡口附近、达成铁路金堂至道观音间K302+938M处，线路右侧山上岩石受同年5月的汶川大地震以及连续降雨影响，山体砂岩结构突然崩塌下落并侵入铁路范围，司机发现前方线路受阻后立即施行紧急制动，但列车停车不及并在K302+805M处撞上落石，两台机车及机车后的10节车辆脱轨及颠覆。事故导致本务机车司机及机后第9位车辆押运员死亡，东风4B型3621号机车大破，东风4DF型4034号机车中破，货车报废10辆、小破1辆，中断达成线正线行车15小时46分，构成货物列车脱轨较大事故[4][5][6]。
- 2021年9月27日，D763次列车从兰州站开往成都东站；13:00左右，列车运行至蓬溪站至遂宁站间，经过涪江铁路桥时，撞上一名侵入铁路线路的男子并紧急停车。接着，列车上的工作人员下车查看，发现该男子不幸身亡。随后，列车在晚点112分钟后到达成都东站。经查，事发处铁路防护网有破网痕迹。[7]